# Bouvines-i csata
Az 1214. július 27-én lefolyt bouvines-i csata Franciaország egyesítésének fontos állomása volt. A II. Fülöp Ágost által vezetett francia csapatok vereséget mértek a Földnélküli János angol király és IV. Ottó német-római császár körül szerveződő koalíció seregére, ezzel Fülöp Ágost megszilárdította hódításait.

## Előzmények
II. Fülöp Ágost a keresztes hadjáratról hazatérve hozzálátott az angol uralkodók uralma alá tartozó területek bekebelezéséhez, Oroszlánszívű Richárd visszatérése azonban ekkor még meghiúsította terveit. A később Földnélküliként ismert János trónra kerülése után kedvezőbben alakultak számára az események, 1202-ben elkobozta János földjeit, és be is vonult Anjouba, Bretagne-ba, Mainebe, Normandiába és Tournaiba. Ezt követően állandósultak a harcok János és Fülöp között.
Eközben a Német-római Birodalomban a welf IV. Ottó nem tudta megszilárdítani hatalmát, és 1210-es kiközösítését követően Mainzban német királlyá koronázták II. Frigyest. Fülöp Frigyest támogatta, mire válaszul Ottó ellene fordult.
Ottó és János pártjára állt Flandria és Boulogne grófja is. 1212-ben támadásuk két fronton indult meg, János délnyugaton szállt partra, míg Ottó északkelet felől tört be. János délre csalta II. Fülöp seregét, azonban Ottó nem volt elég gyors, és nem tudta kihasználni északon a kedvező alkalmat. Fülöp a visszavonuló János sakkban tartására Lajos herceget 800 lovaggal, 2000 egyéb lovassal és 7000 gyalogossal Poitou-ban hagyta, ő maga északra vonult, ahol új sereget szervezett, és megütközött Ottóval.

## A csata lefolyása
Ottó július 12-én érte el Nivelle-t, ahol egyesült szövetségeseivel, majd továbbindult Bouvines felé. A francia csapatokkal július 27-én csaptak össze Bouvines mellett, ahol a Lille és Tournai közötti út hídja átvezet a Marque folyón.
27-én reggel Fülöp elhatározta, hogy átkel a folyó bal partjára, azonban amikor az elővéd már átkelt, megfigyelői az ellenség közeledését jelentették. Megváltoztatta haditervét, és a jobb parton állította fel csatarendjét. A jobbszárnyra kerültek a burgundi lovagok némi gyalogsággal kiegészítve, középen az île-de-france-i és normann lovagok álltak fel a király parancsnoksága alatt. A balszárnyat a gyalogság zöme, valamint a délnyugati tartományokból érkező nehézlovasság alkotta. A közép előtt álltak fel a számszeríjászok. A hagyományoknak megfelelően a sereg szárnyait a Marsa mocsarai is fedezték, és Fülöp a túlpartról visszatérő csapatok többségét a balszárny meghosszabbítására használta fel.
Ottó azt hitte, menet közben lepi meg a franciákat, azonban a francia hátvéd Adam de Melun vezetésével sikeresen feltartóztatta őket, míg a fősereg felfejlődött. A németek, akik azt hitték, már a francia sereget üldözik, meglepődtek, amikor a rendezett francia sorokba ütköztek. A menetből kibontakozó német csapatok harcrendje a franciákéhoz hasonló volt, jobbszárnyon a lovagi lovasság foglalt helyet Boulogne grófjának vezetésével, őket egészítette ki William Longespée zsoldos gyalogsága. A balszárnyat a flandriai gróf lovagjai, míg a derékhadat a császár vezette német és németalföldi csapatok (főként lándzsás gyalogság) alkották. A csapatok felfejlődése időt vett igénybe, így nem bocsátkozhattak egyszerre harcba.
A csatát a burgundi herceg támadása nyitotta meg, rohamát azonban a flamand lovagok megállították, majd ellentámadásuk szétszórta a rendeződő burgundiakat. Ekkor tért vissza a folyó túlpartjáról a francia elővéd, amely oldalba támadta a flamand lovagokat, foglyul ejtették Portugál Ferdinánd grófot, mire a flandriai lovasság elmenekült.
A német derékhad eközben diadalmasan nyomult előre, azonban a soraikat ismételten rendező burgundiak és a Fülöp körül álló lovagok kisegítették szorult helyzetéből Fülöpöt, akit kiütöttek a nyeregből, azonban kiváló páncélja megmentette életét ellenségei között.
A francia lovagok, miután szétszórták a német gyalogságot, a kisebb létszámú, de pihent császári lovagságra vetették magukat. A harcban csaknem foglyul ejtették Ottót, miután megölték alóla lovát. A császárt szász testőrsége kimentette, és miután egyik nemese átadta lovát, Ottó elmenekült a csatatérről. Ez eldöntötte a csatát, bár a szászok és vesztfáliaiak még helytálltak, a zsoldosok menekülni kezdtek.
A francia balszárnnyal szemben Boulogne grófja gyalogosaiból „erődöt” szervezett, ahova a lovagok visszatérhettek fáradalmaikat kipihenni. A francia gyalogság azonban áttörte az erődöt, és foglyul ejtette mind Renaud de Dammartint, mind William Longespée-t, utóbbit maga Fülöp püspök ütött le a buzogányával.

## Következmények
A francia győzelem után a koalíció felbomlott. A harcokat szeptember 18-án lezáró chinoni fegyverszünetben az angolok lemondtak a Loire-tól északra fekvő birtokaikról. Az Angliába visszatérő Jánost a Magna Charta kiadására kényszerítette a nemesség, és 1216-ban már Lajos herceg szállt partra Dél-Angliában a felkelő nemesség hívására.
Ottó a vesztes csata után a Német-római Birodalomban immár a július 23-án Aachenben császárrá koronázott II. Frigyessel találta szembe magát, és hatalmát nem tudta megtartani.